# Agesipoli I
Agesipoli I (in greco antico: Ἀγησίπολις?, Agesìpolis, in latino Agesipŏlis; ... – Olinto, 380 a.C.) fu re di Sparta della dinastia degli Agiadi dal 394 al 380 a.C.

## Biografia
Salì al trono minorenne nel 394 a.C. e combatté contro Argo e Mantinea nel 385 a.C. di cui disperse gli abitanti e Olinto, presso la quale morì nel 380 a.C.